# Scopoides kastoni
Scopoides kastoni är en spindelart som först beskrevs av Norman I. Platnick och Mohammad U. Shadab 1976.  Scopoides kastoni ingår i släktet Scopoides och familjen plattbuksspindlar. Inga underarter finns listade i Catalogue of Life.